# 피랑
피랑(포르투갈어: pirão) 또는 푼지(브라질 포르투갈어: funge)는 브라질의 카사바가루 음식이다. 폴렌타나 포리지와 비슷하며, 이름이 같은 푼즈(funge) 등 아프리카식 스왈로보다 묽다. 모케카 등의 주요리에 곁들이는 흔한 부식이다. 

## 이름
어원은 "끓인 것"이라는 뜻의 투피어 "민디피롱(mindipi'rõ)"으로 추정된다.

## 만들기
생선국물이나 고기국물 등 밑국물에 카사바가루를 풀어 저으며 끓여 만든다. 가장 흔한 것은 생선국물로 만든 "피랑 지 페이시(pirão de peixe)"로, 생선 살을 발라 함께 넣고 끓이기도 한다. 저으면서 끓이다가 카사바가루가 다 익으면 잘게 썬 고수 등 허브를 섞어 낸다.

## 사진

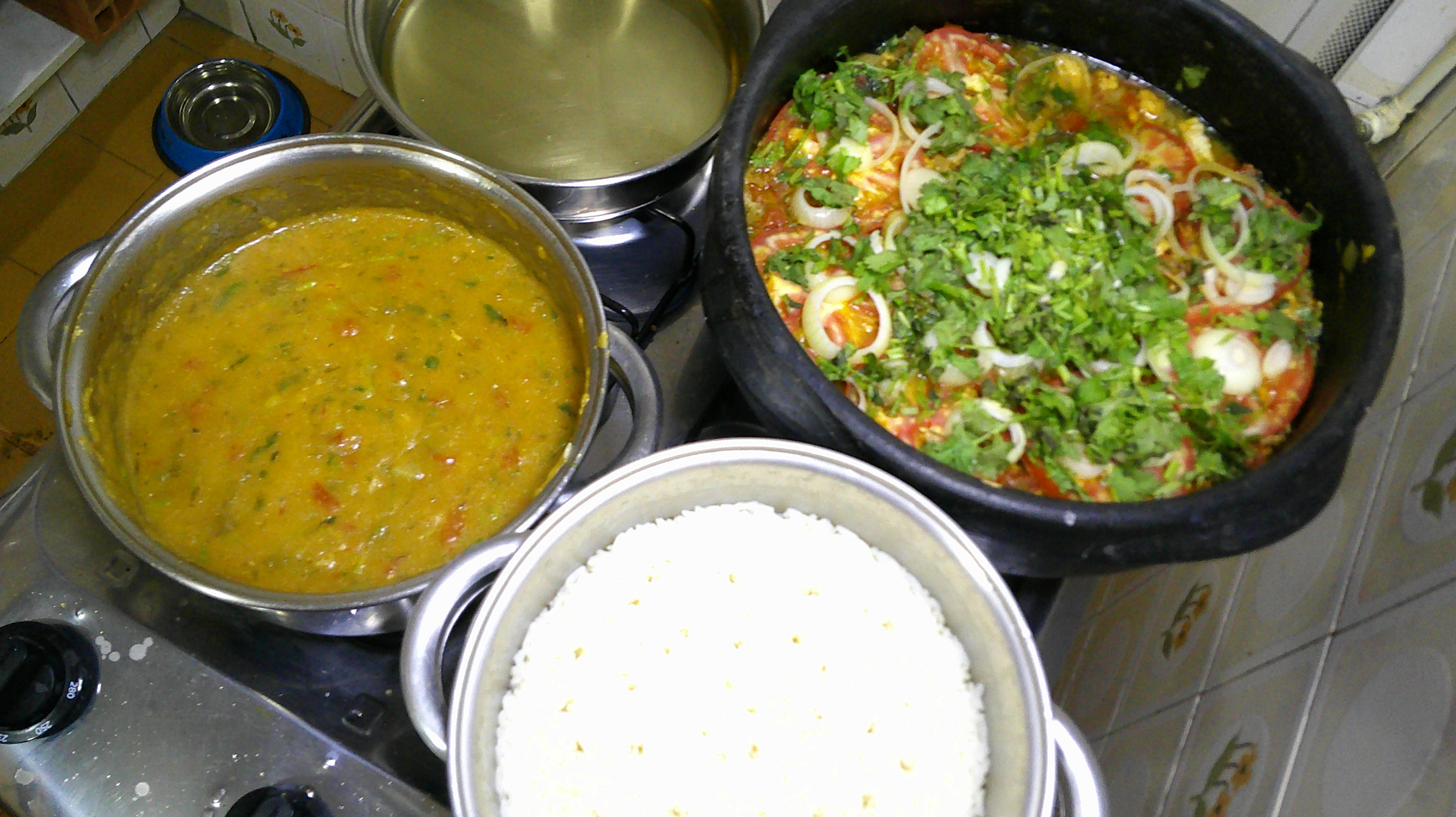
모케카 카피샤바와 피랑, 쌀밥
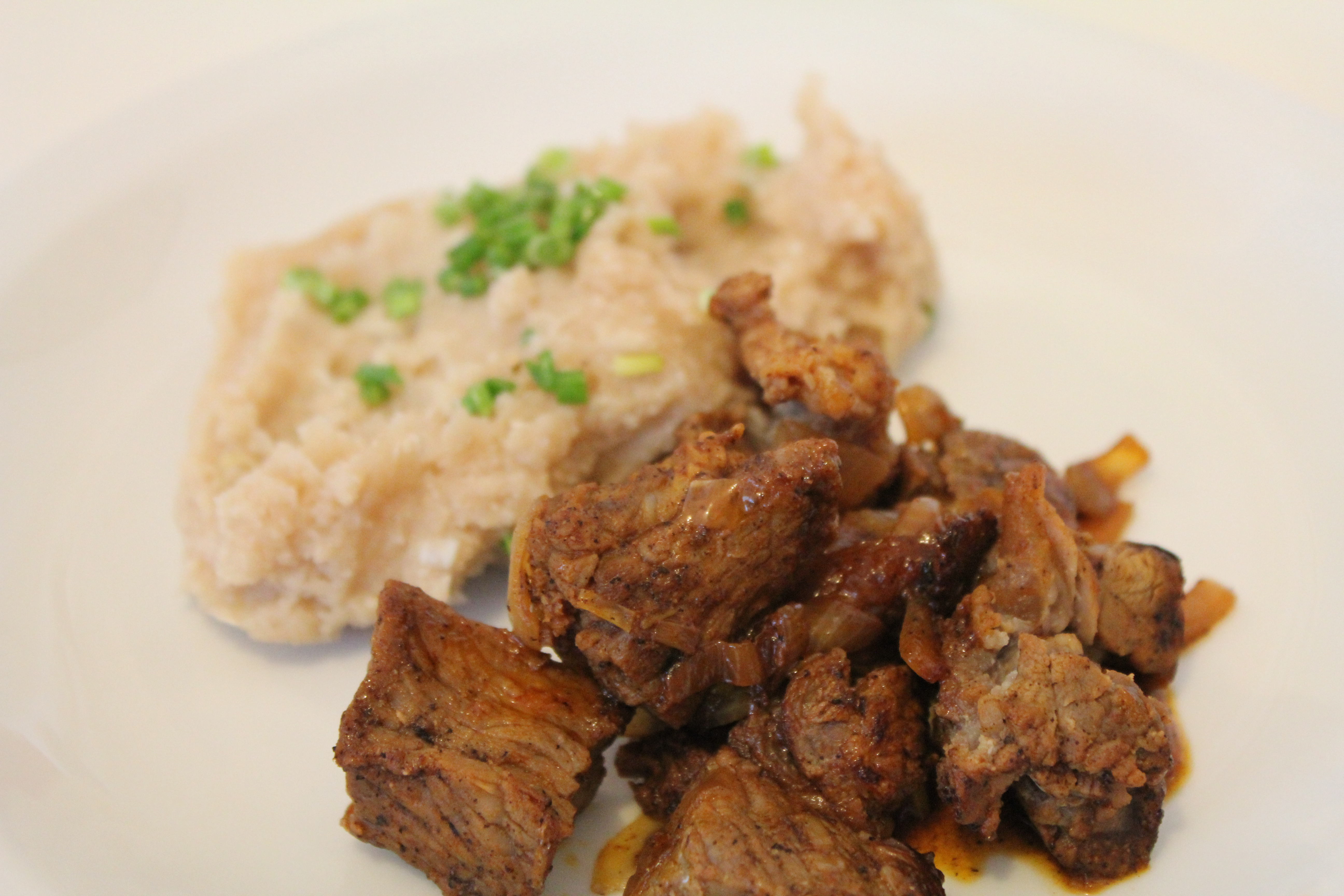
카르니 지 소우와 피랑 지 레이치(우유 피랑)

## 같이 보기
- 바타파
- 푼즈